# آدا كالهون
آدا كالهون (بالإنجليزية: Ada Calhoun)‏ هي كاتِبة أمريكية، ولدت في 17 مارس 1976 في 8th Street and St. Mark's Place ‏ في الولايات المتحدة.